# Parafia św. Wawrzyńca w Kleczkowie
Parafia pw. Świętego Wawrzyńca w Kleczkowie – rzymskokatolicka parafia należąca do dekanatu Rzekuń, diecezji łomżyńskiej, metropolii białostockiej.

## Historia
Parafia pw. św. Wawrzyńca powstała z fundacji Sobiesantha w 1429 r., a erygowana w 1442 r. przez Biskupa Pawła Giżyckiego.

## Miejsca święte

### Kościół parafialny
W latach 1512-1518 został zbudowany murowany kościół w stylu późnogotyckim pw. św. Wawrzyńca; całkowicie zniszczony podczas wojny w 1944 r. W latach 1951–1954 kościół został odbudowany od fundamentów staraniem ks. prob. J. Sawickiego; wyposażony staraniem ks. prob. Tadeusza Romanowskiego; konsekrowany 19.07.1976 r. przez Biskupa łomżyńskiego Mikołaja Sasinowskiego. 
W 1998 r. staraniem ks. prob. Kazimierza Dochoda wykonano ogrzewanie kościoła, a w latach 1998-2000 staraniem ks. prob. Stanisława Żbikowskiego - nowe nagłośnienie kościoła.

## Inne budowle parafialne i obiekty małej architektury sakralnej

### Plebania
Plebania murowana wybudowana w 1956 r. staraniem ks. prob. Jana Sawickiego.

## Obszar parafii

### Miejscowości i ulice
W granicach parafii znajdują się miejscowości:

- Kleczkowo,
- Aleksandrowo,
- Budne,
- Dąbek,
- Dzbenin,
- Kamionowo,
- Łątczyn,
- Ojcewo,
- Opęchowo,
- Radgoszcz,
- Siemiątkowo,
- Trzaski,
- Zawady,
- Żyźniewo

## Duszpasterze

### Proboszczowie
- ks. Franciszek Myśliński 1923-1935,
- ks. Ludwik Niedźwiecki 1935-1947,
- ks. Jan Sawicki 1947-1971,
- ks. Tadeusz Romanowski 1971-1983,
- ks. Sławomir Sztachański 1983-1984,
- ks. Kazimierz Dochód 1985-1998 (adm. od 1984),
- ks. Stanisław Żbikowski 1998-2001,
- ks. Ludwik Jaczyński od 2001-2011,
- ks. Dariusz Lenczewski od 2011.